# Ilha Bruny
A ilha Bruny é uma ilha da costa sudoeste da Tasmânia, separadas pelo canal de D’Entrecasteaux. Tanto a ilha quanto o canal foram nomeados em homenagem ao explorador francês Antoine de Bruni d'Entrecasteaux. A ilha é formada por duas massas principais (Norte e Sul) ligadas por um pequeno istmo. A porção norte é mais seca e coberta por pastagens e vegetação mais arbustiva, enquanto o sul é mais úmido, montanhoso e arborizado.